# 加治木站
加治木站（日语：／ Kajiki eki */?）是位於鹿兒島縣姶良市加治木町反土，九州旅客鐵道（JR九州）的日豐本線車站。事務管號碼為▲940521。是未合併前的加治木町中心車站，特急列車「霧島」停車站。

## 車站構造

### 站房

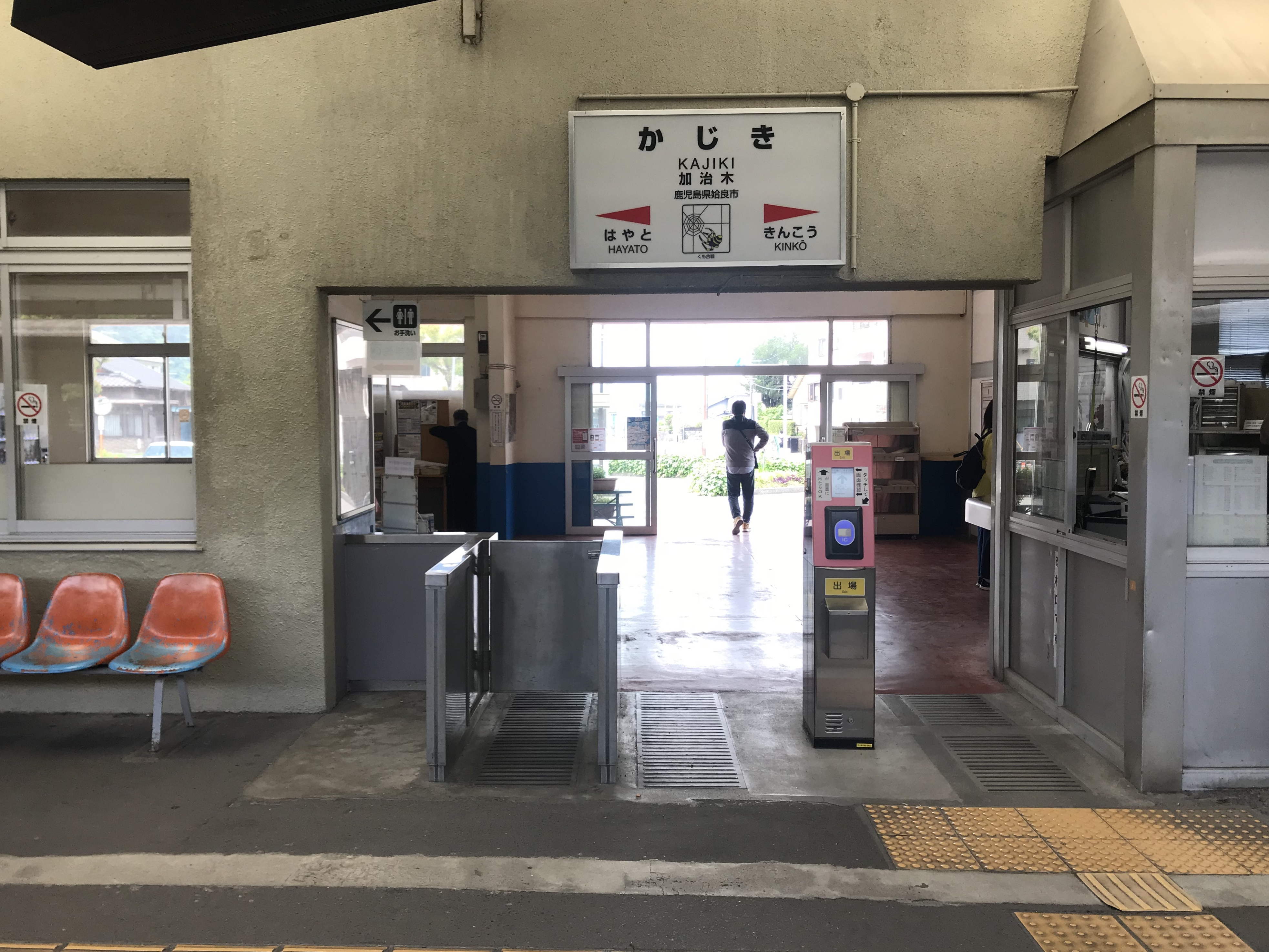
驗票口(2018年5月)

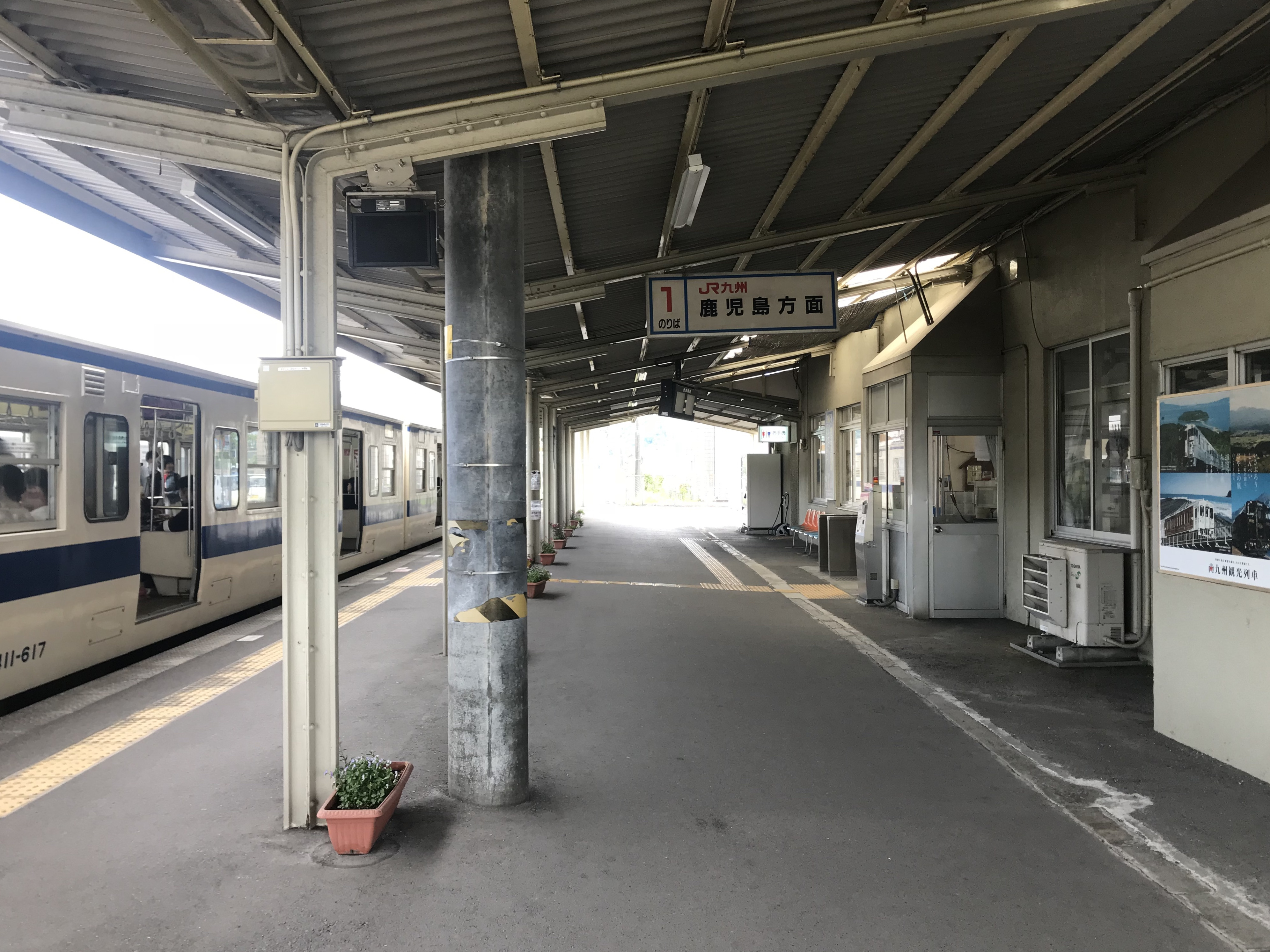
月台(2018年5月)

現時使用中的為第二代站房，為以水泥建成的單層建築物，用以替代於第二次世界大戰末期被拆毀的原木站房，一直使用至今。站房採用了國鐵時代近郊都市式的佈局，左側為站務處、職員留宿處及設有綠色窗口的售票窗口，設有可發售特急劵及對應IC卡的輕觸控面板自動售票機；中央為自由通道、玄關及驗票閘口；右側為候車大堂；最右側為男、女獨立洗手間。
車站業務由是由JR九州鐵道營業的職員處理，屬於業務委託車站，售票窗口設有MARS系統，同時亦可使用「SUGOCA」IC卡，以及可以與SUGOCA互相使用的交通系IC卡。在驗票口中央設置了一對對應出、入閘的簡易式閘機，而在閘口後的月台範圍內，也放置了一部增值機。

### 月台
設有側式月台及島式月台各1座，原可提供2面3線的配置，但島式月台內側（原2號月台）的路軌已被拆走，月台邊亦已加上了欄杆，故只剩下2面2線。月台之間以行人天橋及升降機所連接。由於按JR九州的標準，本站符合每日進出人數超過3000人的規定，因此早年獲准可以安裝升降機。
兩月台的有效長度達10輛。但因應加建升降機，把原來天橋後端向鹿兒島方向的月台封掉，以及向隼人方向的最前端亦未有整理，現時只會使用天楀口起約4輛的長度。而由行人天橋口起約60米的月台均設有上蓋。
| 月台 | 路線         | 上下行       | 方向                                        |
| ---- | ------------ | ------------ | ------------------------------------------- |
| 1    | ■日豐本線    | 下行         | 鹿兒島中央、經■鹿兒島本線往伊集院、川內方向 |
| 2    | （不再使用） | （不再使用） | （不再使用）                                |
| 3    | ■日豐本線    | 上行         | 隼人、國分、都城、宮崎方向                  |

## 歷史
- 1901年6月10日：遞信省鐵道作業局鹿兒島線鹿兒島站～國分站開通[2]，本站作為中途站開業。
- 1945年4月26日：因加治木空襲，第一代車站大樓燒毀。
- 1952年：現站房重建完成啟用[3]
- 1972年4月1日：除小型行李外，取消貨物業務。
- 1974年10月1日：取消小型行李業務。
- 1987年4月1日：國鐵分割民營化，車站由九州旅客鐵道（JR九州）營運。
- 1993年：

- 8月6日：受平成5年8月豪雨影響，西都城站至鹿兒島站一段停駛。
- 9月19日：隨國分站～鹿兒島站之間重新開通而重開。

- 2012年12月1日：可以使用IC卡「SUGOCA」[5]。
- 2014年2月1日：綠色窗口開始營業。

## 使用狀況
在2023年度，1日平均乘車人次為1,670人。
以下為近年1日平均乘車人次列表：
| 年度 | 1日平均 乘車人次 | 1日平均 上下車人次 |
| ---- | ---------------- | ------------------ |
| 2004 |                  | 3,780              |
| 2005 |                  | 3,706              |
| 2006 |                  | 3,660              |
| 2007 | 1,760            | 3,526              |
| 2008 | 1,708            | 3,421              |
| 2009 | 1,635            | 3,274              |
| 2010 | 1,615            | 3,235              |
| 2011 | 1,714            | 3,433              |
| 2012 | 1,717            | 3,445              |
| 2013 | 1,801            | 3,611              |
| 2014 | 1,707            | 3,421              |
| 2015 | 1,777            | 3,557              |
| 2016 | 1,773            | 3,543              |
| 2017 | 1,827            | 3,654              |
| 2018 | 1,790            | 未有公佈           |
| 2019 | 1,800            | 未有公佈           |
| 2020 | 1,630            | 未有公佈           |
| 2021 | 1,604            | 未有公佈           |
| 2022 |                  | 未有公佈           |
| 2023 | 1,691            | 未有公佈           |

## 相鄰車站
九州旅客鐵道
■日豐本線
■特急「霧島」（9、12號）
通過
■特急「霧島」（過半）
隼人－加治木－鹿兒島
■特急「霧島」（1、3、4、16、18、81、82號）
隼人－加治木－帖佐
■普通
隼人－加治木－錦江

## 外部連結
- JR九州加治木車站 （页面存档备份，存于）（日語）